# زوترفاوده
زوترفاوده (بالهولندية: Zoeterwoude ) هي مدينة وبلدية غرب هولندا، في مقاطعة جنوب هولندا.

## طوبوغرافيا
خريطة طوبوغرافية هولندية لبلدية زوترفاوده، سبتمبر 2014، (تقرأ بعد ثلاث نقرات على الخريطة).

## معرض صور

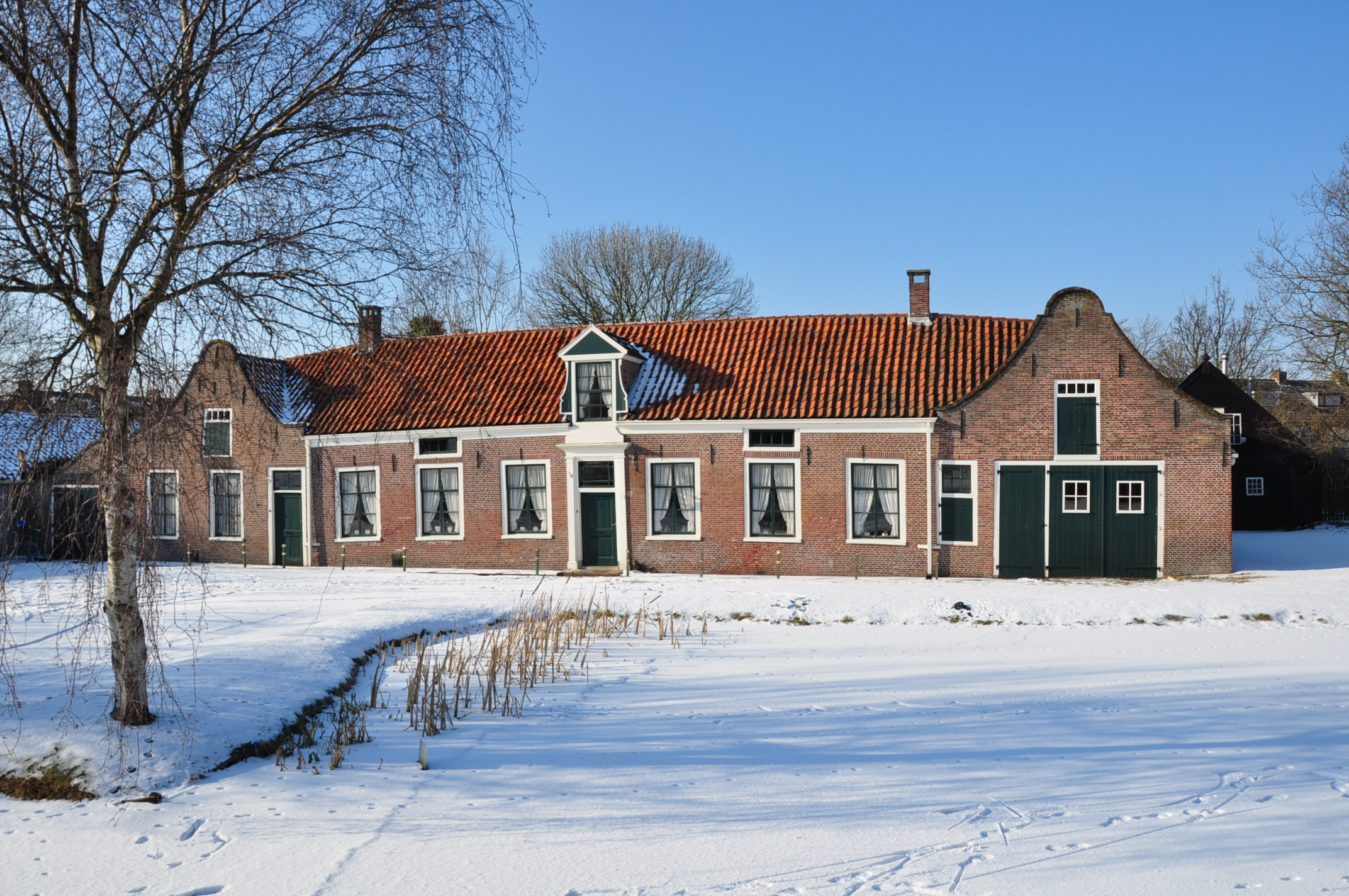
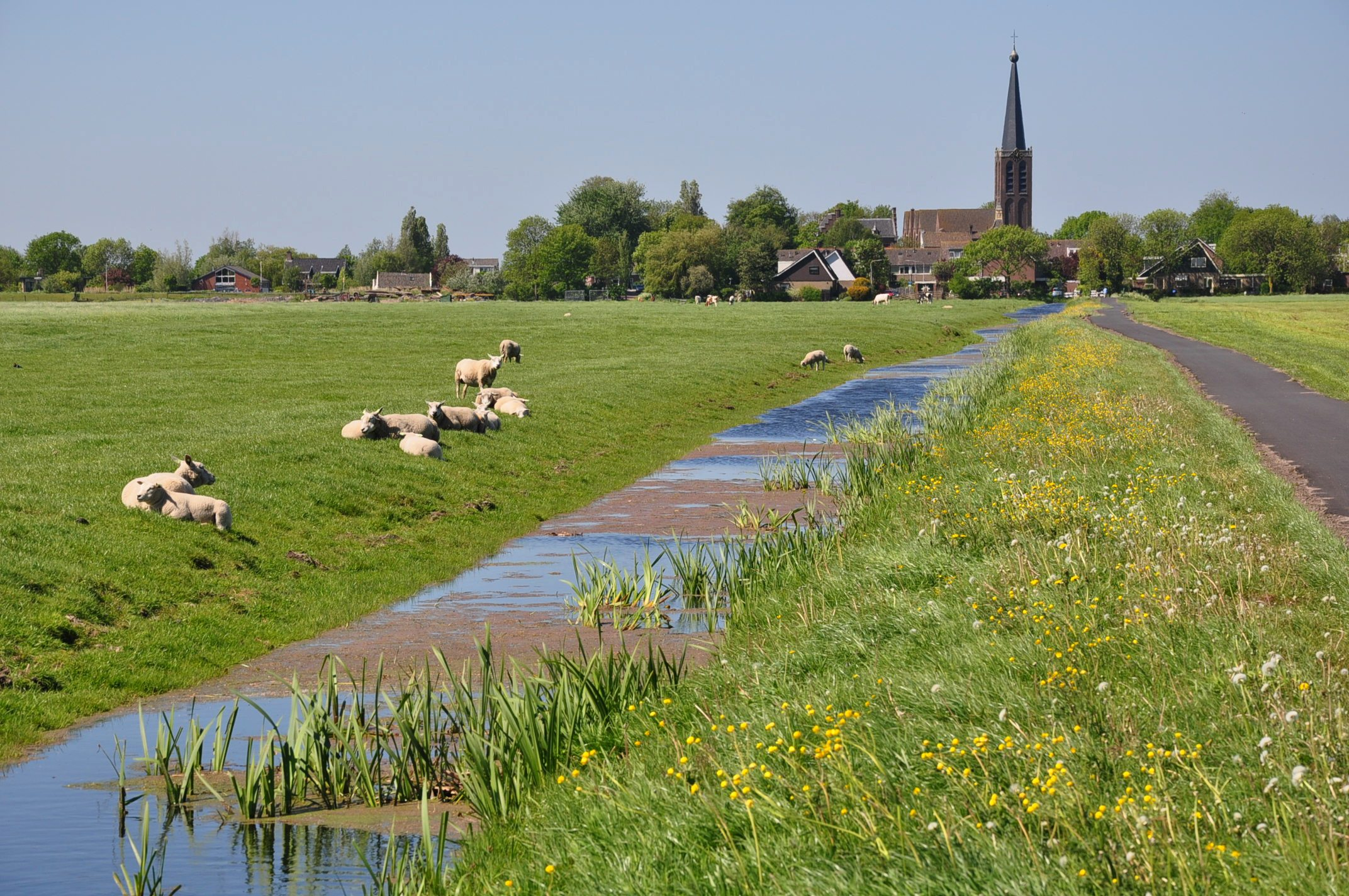
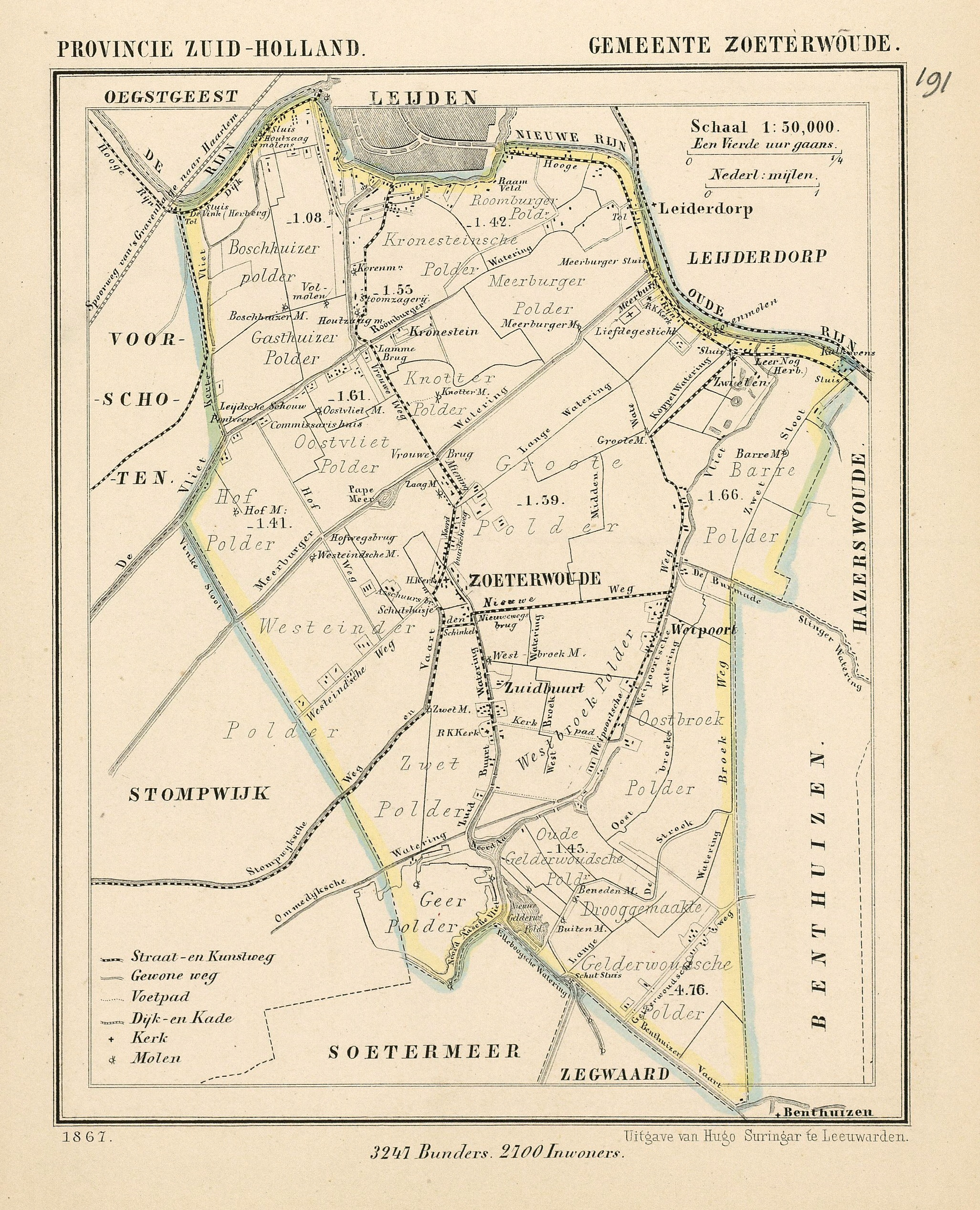
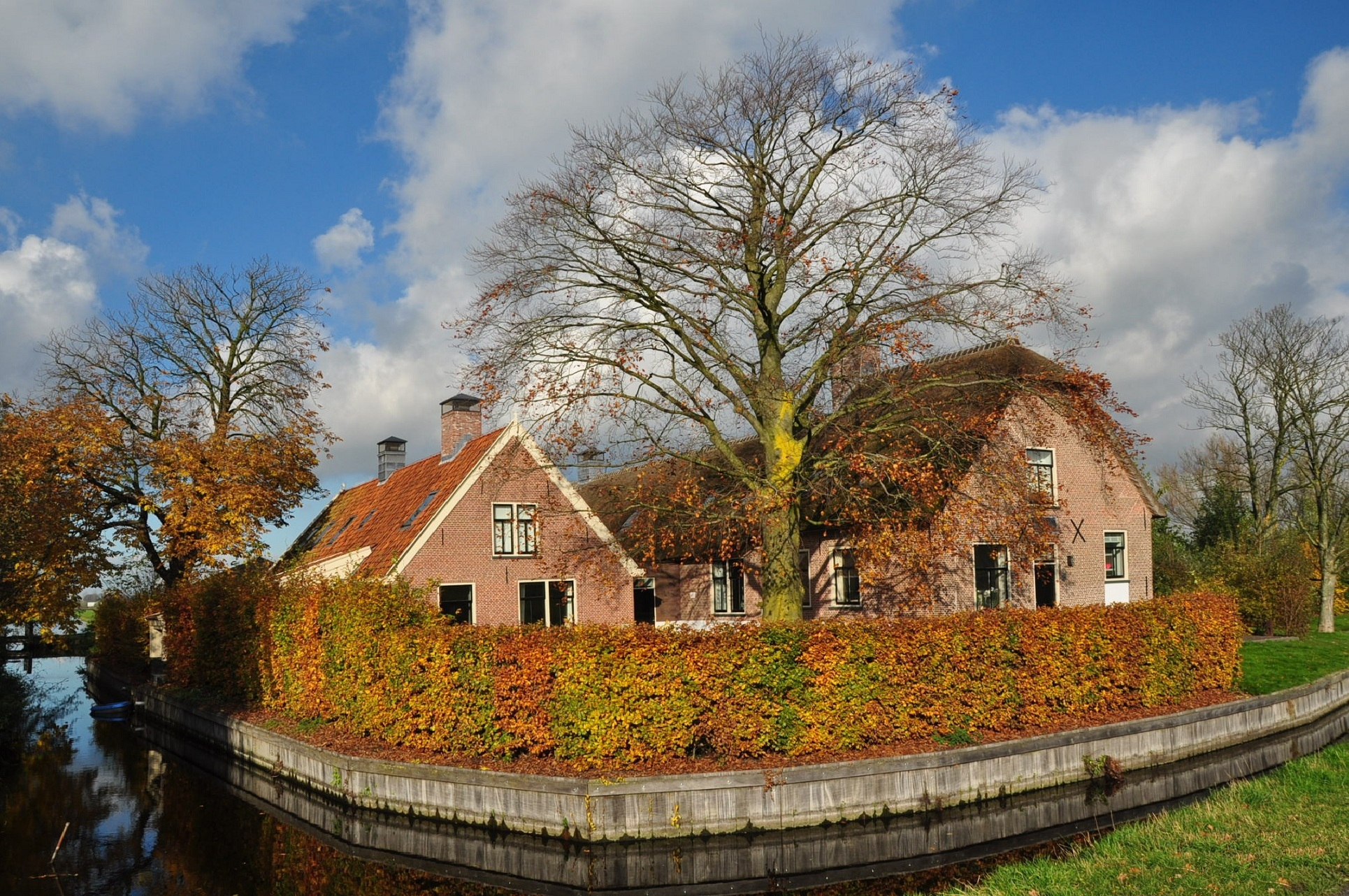

## أعلام
- ويليم بروير
- فرانسوا براندت